# Baigneaux (Gironde)
Baigneaux is een gemeente in het Franse departement Gironde (regio Nouvelle-Aquitaine) en telt 245 inwoners (1999). De plaats maakt deel uit van het arrondissement Langon.

## Geografie
De oppervlakte van Baigneaux bedraagt 7,9 km², de bevolkingsdichtheid is 31,0 inwoners per km².
De onderstaande kaart toont de ligging van Baigneaux (Gironde) met de belangrijkste infrastructuur en aangrenzende gemeenten.

## Demografie
Onderstaande figuur toont het verloop van het inwonertal (bron: INSEE-tellingen).